# Calytrix decussata
Calytrix decussata är en myrtenväxtart som beskrevs av Lyndley Alan Craven. Calytrix decussata ingår i släktet Calytrix och familjen myrtenväxter. Inga underarter finns listade i Catalogue of Life.